# ポップ・フォーク
ポップ・フォーク（Pop folk / Folk-pop, Поп фолк）は、ポップ・ミュージックとフォーク・ミュージック（民俗音楽、民謡）の、両方の要素を併せ持った音楽のジャンルである。

## 概要
- 第一義的には欧米のポップな要素を持ったフォーク音楽を指している[1]。ポップなフォークを演奏する音楽家としては、バフィー・セント・メリー、PPM、キングストン・トリオ、サイモン&ガーファンクル[注 1]、ママス&パパスらがいる。
- 二番目の意味としては、バルカン半島地域において、オリエント、ロマの音楽のリズムを土台に、ポップ、フォーク、エスノ、ダンス・ミュージックの要素を併せ持った音楽のことを指している。このジャンルは、国境を越えて汎地域的な広がりを持っているが、いずれの国でも自国の文化、自国の歌手としての見方が強いといわれている。
- このジャンルは、それぞれ、ブルガリアではチャルガ、旧ユーゴスラヴィア諸国ではターボ・フォーク、ルーマニアではマネーレ、ギリシャではライカと呼ばれている。
- トルコでアラベスク・ポップ音楽と呼ばれるジャンルも、ポップ・フォークに含まれるものが多い。
- それらのアーティストの中には、バルカン半島内の他の国々や、世界中に住む同地域の出身者から幅広い人気を獲得している者もいる。また、多くの曲が、相互にカバー曲として自国語に翻訳されている。

意味的に類似するジャンルとして、民俗音楽とポップ音楽の要素を併せ持った音楽には、（狭義の）ポップ・フォークのほかにも、次のようなジャンルが存在する。
- ポーランドのディスコ・ポロ、ルーマニアのエスノ・ポップや、カルパチアン・スカ (ウクライナ、スロヴァキア、ハンガリー、ドイツなど)。
- ギリシャのライカは、それ自体がさらにポップ音楽との融合が進み、その代表的歌手であるエレーナ・パパリズー、デスピナ・ヴァンディらはメインストリームのポップ音楽としての道を進んでいる。

## 欧米の主なアーティスト
- サイモン&ガーファンクル
- バフィー・セント・メリー
- ママス・アンド・パパス

## バルカン、東欧の主なアーティスト

### ブルガリア
- アジス
- アニ・ホアンク
- アリシア
- アネリア
- アンドレア
- イヴァナ
- ヴェセラ
- ヴェロニカ
- エクストラ・ニーナ
- エシル・デュラン
- エマヌエラ
- エミリア
- オルケスタル・クリスタル（英語版）
- ジーナ・ストエヴァ
- カメリア
- カリ
- ガリナ
- クルム (ブルガリアの歌手)（英語版）
- グロリア
- コンスタンティン (ブルガリアの歌手)（英語版）
- コンデョー
- ゲルガナ
- ツヴェテリーナ
- テオドラ
- デシ・スラヴァ
- スラヴィ・トリフォノフ
- ソーニャ・ネムスカ
- ソフィ・マリノヴァ
- プレスラヴァ
- ターニャ・ボエヴァ
- マリーナ (ブルガリアの歌手)（英語版）
- マリア
- ソフィ・マリノヴァ
- ライナ
- レイハン
- レニ
- ヤニカ (ブルガリアの歌手)（ブルガリア語版）
- ツベテリナ・ヤネバ（ブルガリア語版）

### セルビア
- アナ・ベクタ（英語版）
- アナ・ラジェン
- イェレナ・カルレウシャ
- イェレナ・ムルキッチ
- ヴィキ・ミリコヴィッチ（英語版）
- ジョガニ
- ストヤ
- ゾリツァ・ブルンツリク（英語版）
- ターニャ・サヴィッチ
- ダーラ・ブバマラ
- ツインズ (セルビアのバンド)
- ツェツァ
- ドラガナ・ミルコヴィッチ
- ミリツァ・トドロヴィッチ
- ヤナ (セルビアの歌手)（英語版）

### ボスニア・ヘルツェゴビナ
- アイセラ
- インディラ・ラディッチ
- セカ・アレクシッチ
- セルマ・バイラミ
- レパ・ブレナ

### モンテネグロ
- ゴガ・セクリッチ
- サーニャ・ジョルジェヴィッチ（英語版）

### スロベニア
- アトミック・ハルモニク
- ウェルネル・ブロゾヴィッチ（スロベニア語版）
- サシャ・レンデロ（スロベニア語版）
- スケーター (スロベニアのバンド)（英語版）
- ターボ・エンジェルス（英語版）
- レベカ・ドレメリ（英語版）

### 北マケドニア
- シュパト・カサピ

### コソボ
- アデリーナ・イスマイリ
- エドナ・ラロシ（ドイツ語版）
- ゲンタ・イスマイリ
- ノラ・イストレフィ
- レオノラ・ヤクピ

### アルバニア
- ソニ・マライ
- ブレオナ・チェレティ
- ロリ

### ルーマニア
- アドリアン・ミヌーネ（英語版）
- ヴァリ・ヴィイェリエ（英語版）
- カルメン・シェルバン（英語版）
- コスティ・ヨニッツァ
- ニコラエ・グッツァ（英語版）
- フローリン・サラーム（英語版）

### ギリシャ
- アナ・ヴィッシ（英語版）
- アントニス・レモス（英語版）
- アンティーク
- イリーニ・メルクリ
- エフィ・ソディ（英語版）
- エリ・コッキヌー
- エレフセリア・アルヴァニターキ（英語版）
- グリケリア（英語版）
- ケイティ・ガルビー（英語版）
- ケリー・ケレキドゥ（英語版）
- サキス・ルーヴァス
- ソティス・ヴォラニス（英語版）
- デスピナ・ヴァンディ
- デミス・ルソス
- ペギー・ジーナ（英語版）
- ペトロス・ガイタノス（英語版）
- ヨルゴス・マゾナキス（英語版）

### トルコ
- タルカン
- イブラヒム・タトルセス
- イゼル（英語版）
- エブル・ギュンデシュ（英語版）
- ギュルシェン
- シベル・ジャン（英語版）
- ジャンダン・エルチェティン（英語版）
- セダ・サヤン（英語版）
- セルダル・オルタチ
- ベンギュ